# Святошинський трамвайний парк
50°27′33″ пн. ш. 30°23′50″ сх. д. / 50.459119° пн. ш. 30.397325° сх. д.
Святошинський трамвайний парк  — колишнє депо Київського трамвая. Обслуговувало приватну вузькоколійну лінію Святошинського трамвая.

## Історія

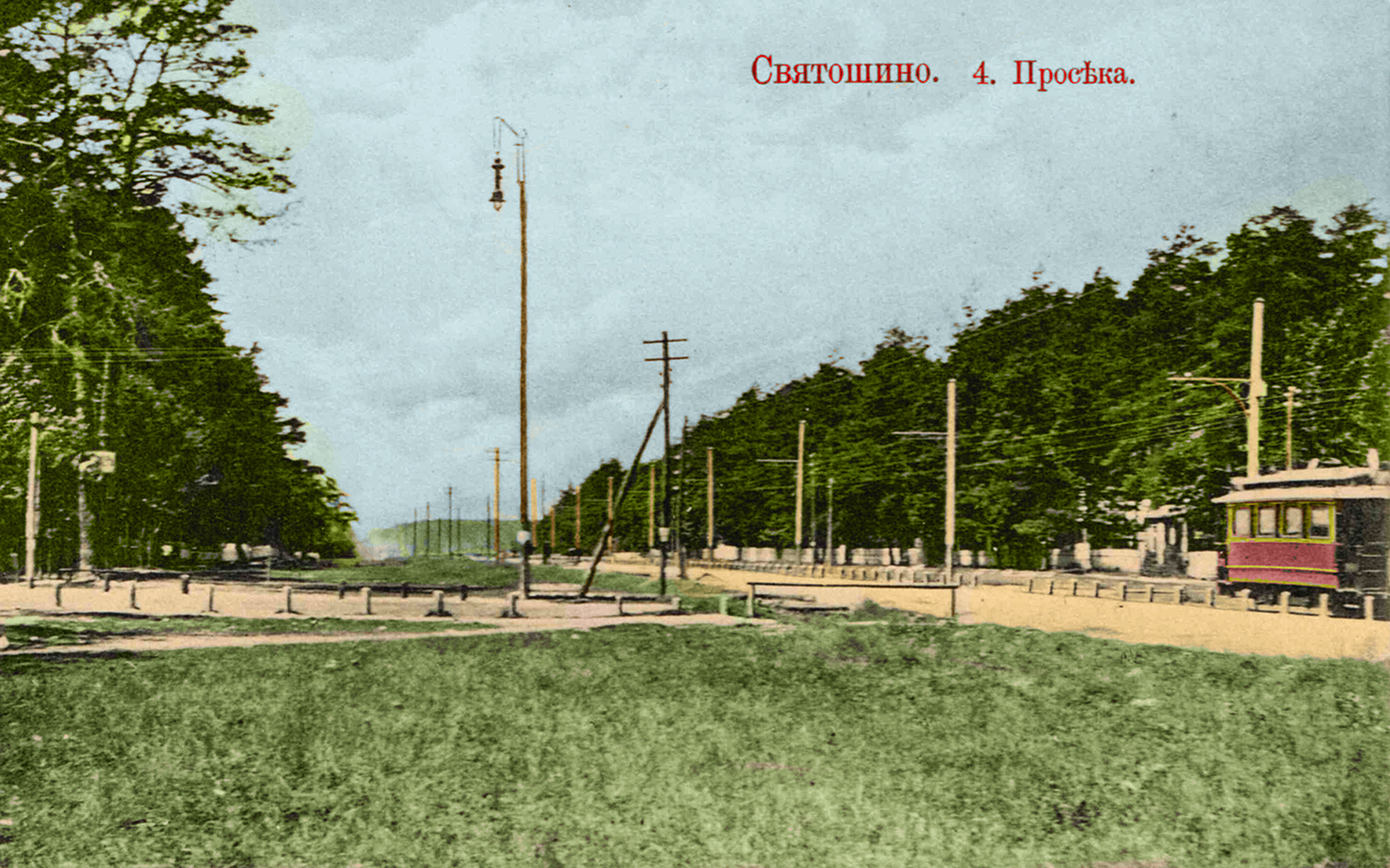
Трамвай на Святошинських дачах

Святошинський парк кінного трамвая було відкрито у 1900 року для обслуговування приватної Святошинської лінії з шириною колії 1000 мм. Використовувалося 4 вагони на кінній тязі.
1901 року лінію та парк було електрифіковано — збудовано електростанцію, майстерні, придбано 11 двовісних моторних та 14 двовісних причепних вагонів.
З 1914 року парк і лінія з приватного підприємства перетворилися на підприємство, підпорядковане Київському земству.
7 червня 1920 року відступаючі польські війська спалили дерев'яні мости над Києво-Ковельською та Стратегічною (нині Північне півкільце) залізницями. Парк було відрізано від решти мережі.
1923 року лінію було відновлено, вона увійшла до складу міського трамвая, водночас розпочалася робота з перешивання колії на ширину 1524 мм.
У травні 1924 року роботи з перешивання було завершене, у Святошин було подовжено один з існуючих маршрутів трамвая. Парк було закрито. Електростанцію було перетворено на Святошинську підстанцію Київського трамвая, майно парку передане КЗЕТу. Вагони було передано у Нижній Новгород для подальшої роботи.
Місцезнаходження колишнього Святошинського трамвайного парку — усередині дворової території між будинками з сучасними адресами: проспект Перемоги, 96 та 98/2, вулиця Академіка Туполєва, 4, 4А та 4Б; поблизу торговельного центру «Фуршет» (сучасна адреса-пр-т Перемоги, 94/1).

## Рухомий склад
Використовувалися двовісні однокінні вагони (1900—1901) та двовісні моторні та причепні вагони (1901—1924).